# Secuestro de Pedro Miyasato Miyasato
El secuestro de Pedro Miyasato Miyasato fue un acto ocurrido el 22 de abril de 1993, perpetrado por el Movimiento Revolucionario Túpac Amaru (MRTA) contra el empresario Pedro Miyasato. Forma parte de los secuestros sistemáticos que la organización subversiva realizaba.

## Acontecimientos
Pedro Miyasato Miyasato era un empresario vidriero. El día 22 de abril de 1993, cuando intentaba ingresar junto a su nuera y su hijo a su establecimiento localizado en La Victoria, Lima, fue interceptado por miembros del MRTA. Uno de los emerretistas amenazó con su arma a la nuera y al hijo de Miyasato mientras otro le obligaba subir a un automóvil. Algunas personas intentaron intervenir pero los subversivos dispararon. El secuestro fue realizado por las Fuerzas Especiales del MRTA. En el camino, Miyasato opuso resistencia, por lo que fue torturado con un arma punzocortante. En Santa Catalina, Miyasato intentó escapar sacando su cuerpo por una de las ventanas del vehículo, por lo que Juan Carlos Caballero Velásquez, alias "Miguel", ordenó su asesinato. El encargado de ejecutar la orden fue Gregorio Benigno Cuba Vega, alias "Arturo". Miyasato fue herido de gravedad con múltiples disparos y abandonado en la calle. Miyasato falleció debido a las heridas sufridas.